# Shon Faye
Shon Faye (Brístol, 27 de marzo de 1988) es una escritora, editora, periodista y presentadora inglesa, conocida por sus crónicas sobre temas LGBTQ+, de mujeres y de salud mental. Presenta el podcast Call Me Mother y es la autora del libro The Transgender Issue: An Argument for Justice, 2021. Fue editora jefe en Dazed y ha contribuido con reportajes y artículos periodísticos en The Guardian, The Independent, VICE, n+1, Attitude, Verso, entre otras publicaciones.

## Formación
Faye nació en Brístol. Estudió Literatura Inglesa en la Universidad de Oxford, y luego obtuvo un diploma de posgrado en Derecho. Se trasladó a Londres a los veinte años, donde trabajó como abogada. En sus propias palabras: "más tarde tuve una implosión completa, renuncié a mi trabajo, regresé a Bristol y me convertí en una mujer trans". Desde entonces reside en Londres.

## Trayectoria
Faye comenzó su carrera como escritora en 2014. La edición y escritura de Faye se han centrado en la sexualidad, el feminismo y la salud mental. Ha escrito y aparecido en dos cortometrajes y su debut, "Catechism" se mostró en la exposición Tate Britain Queer British Art, en 2017. En 2017 presentó para Novara Media una serie de videos online llamada Shon This Way sobre política e historia queer.
En una revisión histórica de 2017 para The Guardian, el columnista político Owen Jones citó a Faye, junto con Paris Lees y Munroe Bergdorf, como "brillantes voces trans" emergentes. Su arte se ha mostrado en la exposición Am I Ma king Sense, en Hoxton Arches. En 2017, Faye utilizó su columna en The Guardian para llamar la atención sobre la necesidad de que las mujeres trans tengan acceso a servicios de apoyo en respuesta a la violación y la violencia doméstica. En 2018, participó en el evento Women Making History de Amnistía Internacional, donde pronunció un discurso en el que pedía al público que "volviera a centrase" en las mujeres trans desfavorecidas.
Es la anfitriona de Call Me Mother, un podcast que "critica la imagen condescendiente de que llegar a los 60 y 70 implica sentarse bajo una manta y tejer, hablando con pioneras LGBTQ de mayor edad", según The Guardian. Una reseña del podcast en GQ señala "Este no es solo un podcast para personas queer, cualquiera puede escuchar y disfrutar las historias que se comparten y aprender algo sobre la vida queer". Erin Patterson escribió en British Vogue que el podcast "me hace ver que tengo una historia como persona queer, que tengo ascendencia".
En 2021, Faye publicó The Transgender Issue: An Argument for Justice, obra que Fiona Sturges describió en una reseña de The Guardian como "lectura aleccionadora". Sturges escribe: "Había anticipado una furia cruda, pero mientras la autora habla sobre las formas en que las personas trans son públicamente acosadas, hace un frío desmantelamiento de los mitos y falsedades que continúan arruinando sus vidas". Felix Moore escribe en una reseña para The Guardian "muchas personas cisgénero viven en una feliz ignorancia de las agudas crisis a las que se enfrentan las personas trans en este país todos los días" y "son esas personas las que realmente necesitan leer este libro". En una reseña para el Evening Standard, Stella O'Malley describió el libro como "una contribución bienvenida al debate trans". En The Times Literary Supplement, Christine Burns publicó: "Este será un libro desafiante para aquellos adormecidos por las tonterías que a veces pasan por periodismo sobre las vidas trans".

## Obras
- Faye, Shon (2021). The Transgender Issue: An Argument for Justice. Penguin Books Ltd. ISBN 9780241423141.[18][19][27]